# Tipula (Lunatipula) pseudopeliostigma
Tipula (Lunatipula) pseudopeliostigma is een tweevleugelige uit de familie langpootmuggen (Tipulidae). De soort komt voor in het Palearctisch gebied.